# Valkuil (televisieprogramma)
Valkuil is een spelprogramma van de Vlaamse commerciële televisiezender VTM. De quiz wordt gepresenteerd door Kürt Rogiers en iedere werkdag uitgezonden vóór het VTM Nieuws van 19 uur, waardoor deze een rechtstreekse tegenhanger vormt voor de populaire quiz Blokken van de openbare omroep VRT.

## Spelverloop
Het spel start met vijf kandidaten, die elk op een ronde cirkel staan ('de valkuil'). De kandidaten moeten tot aan de finale telkens per twee duelleren rond een bepaald vragenthema. Wanneer de kandidaat voor het eerst een duel verliest, licht zijn cirkel rood op en bevindt hij zich in de zogenaamde gevarenzone. Bij verlies van een tweede duel, gaat de valkuil open en valt de kandidaat naar beneden, wat betekent dat hij voor het verdere spelverloop is uitgeschakeld. Na twee spelrondes blijft één kandidaat over, die de finale mag spelen.

### Ronde 1
De eerste ronde kent vijf kandidaten en evenveel vragenthema's. De volgorde waarin de kandidaten een thema mogen uitkiezen, is door een loting buiten beeld bepaald. De kandidaat die aan de beurt komt kiest telkens zelf tegen welke concurrent hij het duel wil spelen. Beide spelers moeten om beurten een vraag beantwoorden, met als hulpmiddel in beeld het totale aantal letters van het antwoord en enkele van die letters die reeds zijn ingevuld. De moeilijkheidsgraad stijgt bij iedere vraag; de eerste vraag is voor rekening van de uitgedaagde speler. Wanneer de speler geen goed antwoord binnen de tijd kan geven, verliest hij het duel. Eventuele foute antwoorden voorafgaand aan een goed antwoord, worden niet bestraft.

### Ronde 2
De tweede ronde wordt gespeeld met de kandidaten die ronde 1 hebben doorstaan, een groep die varieert in aantal gezien er geen volledige controle is over het aantal keer dat een kandidaat tijdens de eerste ronde aan bod komt. Tijdens de tweede ronde wordt opnieuw geduelleerd rond gegeven thema's, maar deze keer spelen beide spelers tegelijk en is het de bedoeling om als eerste een goed antwoord te geven. De presentator geeft enkel (cryptische) omschrijvingen. In beeld staat naast het aantal letters, ook een vervaagde foto die zich herstelt naarmate de tijd vordert. Ook worden met de tijd steeds meer letters ingevuld. De kandidaat die als eerste drie goede antwoorden heeft gegeven, wint het duel. Bij een fout antwoord gaat het punt echter naar de tegenstander. De kandidaat die in ronde 1 als laatste werd uitgedaagd mag, indien hij niet werd uitgeschakeld, als eerste een thema kiezen en op zijn beurt iemand uitdagen. Ook in het verdere verloop van de ronde kiest de laatst uitgedaagde kandidaat, indien niet uitgeschakeld, het volgende thema.

### Finale
De finale wordt gespeeld met de enige kandidaat die ronde 2 heeft overleefd. De kandidaat moet kiezen tussen twee vragenthema's en krijgt vervolgens van de presentator enkel wat uitleg over het soort antwoorden dat moet worden gegeven. Doel is om binnen de 30 seconden vijf goede antwoorden te geven, met als enige hulpmiddel in beeld een foto en het aantal letters, wederom met enkele letters die reeds zijn ingevuld. Een fout antwoord wordt niet bestraft en ook passen is toegestaan. Als de kandidaat niet slaagt, gaat hij met lege handen naar huis. Bij winst biedt de presentator een keuze aan: 1000 euro aanvaarden en de volgende aflevering opnieuw meespelen, of het overgebleven aantal seconden gebruiken om nog een zesde goed antwoord te geven en vervolgens 5000 euro te winnen. Indien de kandidaat dit extra, zesde antwoord niet vindt, gaat hij wederom met lege handen naar huis.
Wanneer eenzelfde kandidaat meermaals de finale haalt en daarbij kiest voor de 1000 euro en een terugkeer, zegt het reglement dat vijf afleveringen deelnemen het maximum is.